# روکس، بلژیوم
روکس (به لاتین: Roux) یک منطقهٔ مسکونی در بلژیک است که در شارلروآ واقع شده‌است. روکس ۵٫۴۶ کیلومتر مربع مساحت و ۹٬۱۸۲ نفر جمعیت دارد.